# Copa Energia
A Copa Energia é uma empresa brasileira especializada no engarrafamento e comercialização de gás de cozinha. É dona das marcas Copagaz e Liquigás.

## História
A família Zahran junto com Itaúsa e Nacional Gás anunciaram a aquisição da Liquigás, esta antes sendo propriedade estatal da Petrobras. A compra foi autorizada pelo Cade (Conselho Administrativo de Defesa Econômica) em 2019, valor total que chegou a alcançar R$ 4 bilhões de reais.
Após a aquisição, grupo nomeado foi Copa Energia S.A e atualmente detém 25% do mercado de GLP no país, se tornando a maior potência comercial do setor. 